# Histoire de l'imprimerie

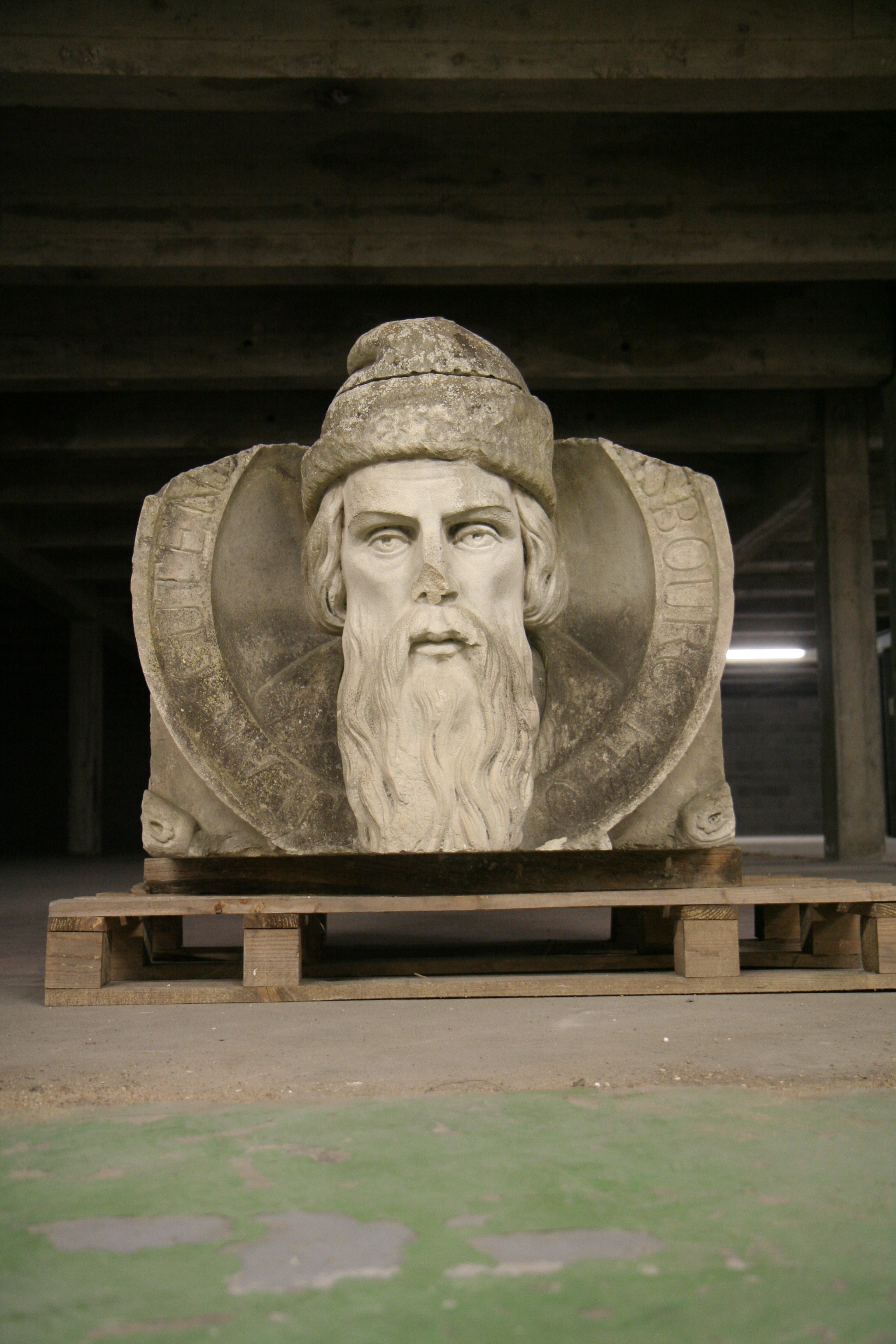
Johannes Gutenberg, considéré comme l'inventeur de la presse typographique, qui a permis le développement de l'industrie du livre en Occident — buste autrefois exposé devant l'ancienne usine Mame (Tours).

L'histoire de l'imprimerie s'échelonne sur des milliers d'années, depuis les premières formes d'impression en Chine (avant notre ère) jusqu'à nos jours avec l'impression 3D. 
Une des dates les plus importantes de cette histoire est celle de 1450 avec le lancement par Johannes Gutenberg de l'imprimerie moderne (caractères mobiles métalliques et presse à imprimer), un des éléments caractérisant la fin du Moyen Âge et marquant profondément l'Europe de la Renaissance, puis de l'Époque moderne, puis, du fait de l'expansion coloniale européenne, le monde entier.
Cet article indique les points marquants de l'évolution des formes d'impression, des coûts qui y sont reliés et de l'étendue de la diffusion des œuvres imprimées.

## Reproduction manuscrite des textes
Les premières formes de copies de documents sont produites par des copistes, qui reproduisent les ouvrages à la main. Ce procédé lent et faiblement productif perdure en Europe jusqu'à la fin du XVe siècle, principalement pratiqué par les moines copistes dans la plupart des abbayes d'Europe.
Un certain nombre d'inventions sont cependant mises en œuvre durant toute cette période afin de faciliter la reproduction des livres. 

## Principales inventions en matière d'impression
Entre 300 et 600 apr. J.-C., les Chinois pratiquent la xylographie, une technique plus productive. Plusieurs centaines d'années plus tard, au XIe siècle, ils pratiquent l'imprimerie typographique à l'aide de caractères en bois ou en terre cuite. 
Les caractères mobiles en métal voient le jour en Corée vers 1234, et le plus ancien exemplaire encore existant d'un livre imprimé avec de tels caractères (le Jikji) date de 1377. 
Cette technique est reprise ou réinventée par Gutenberg, mais avec des caractères en plomb, en 1450. Cette innovation permet l'apparition d'une industrie du livre, désormais produit, si nécessaire, à des milliers d'exemplaires en relativement peu de temps.
L'imprimerie est à nouveau fortement influencée lors de l'invention de l'imprimerie rotative, puis de la lithographie à la fin du XVIIIe siècle. La fin du XIXe siècle est marquée par l'invention de l'offset.
Plusieurs avancées sont réalisées au cours du XXe siècle avec l'évolution rapide des procédés d'impression,. L'ère numérique amène notamment l'invention de l'imprimante.
La récente invention de l'impression 3D (début du XXIe siècle) marque un nouveau tournant dans l'histoire de cette technique.

### Pochoir
La technique du pochoir est sans doute la plus ancienne (en tous cas, elle a été identifiée sur des sites remontant à plusieurs milliers d'années) permettant de fabriquer des motifs de manière répétitive. On n'imprime pas, on projette une matière colorante, par exemple des pigments, sur un motif (la main, une feuille d'arbre, etc.) apposé sur une surface (par exemple un mur, une paroi) : le motif apparaît en négatif, selon ses contours.

### Sceau (4100-500 av. J.-C.)
Cette technique se présente ainsi : on grave des motifs en relief ou en creux sur de la pierre tendre (par exemple la stéatite) qui vient former une inscription par pression sur une matière molle (argile, cire). La technique du sceau-cylindre remonte à plus de 4 000 ans avant notre ère (Mésopotamie, civilisation de l'Indus). L'Égypte antique, l'Empire romain, produisirent de nombreux sceaux en diverses matières (pierre, métaux précieux). Le sceau y était alors imprimé dans une matière molle, comme de la cire à cacheter. En Extrême-Orient, les sceaux étaient utilisés avec de l'encre sur papier dès la période Sandai (zh), au début de la période des Printemps et Automnes (-771 à -256).

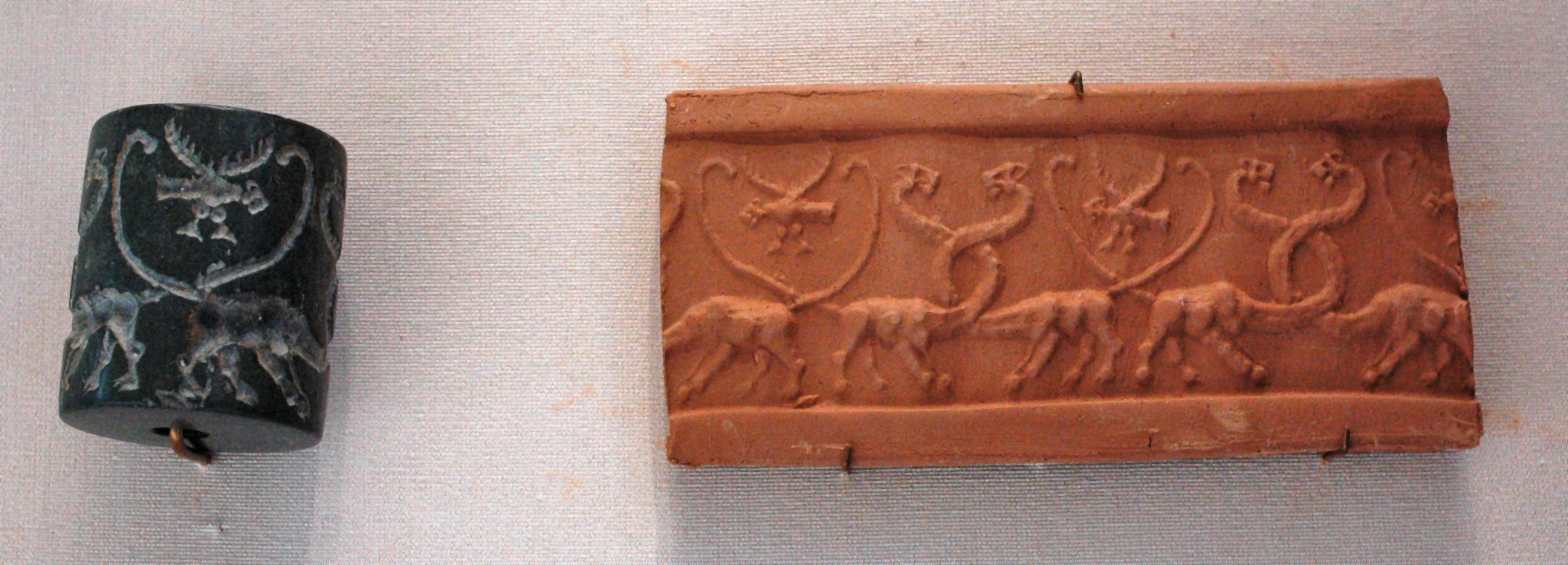
Sceau-cylindre de jaspe et son empreinte. Uruk, IVe millénaire av. J.-C.
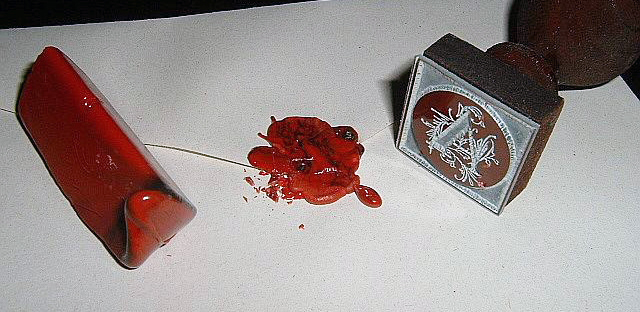
Seau imprimant de la cire.
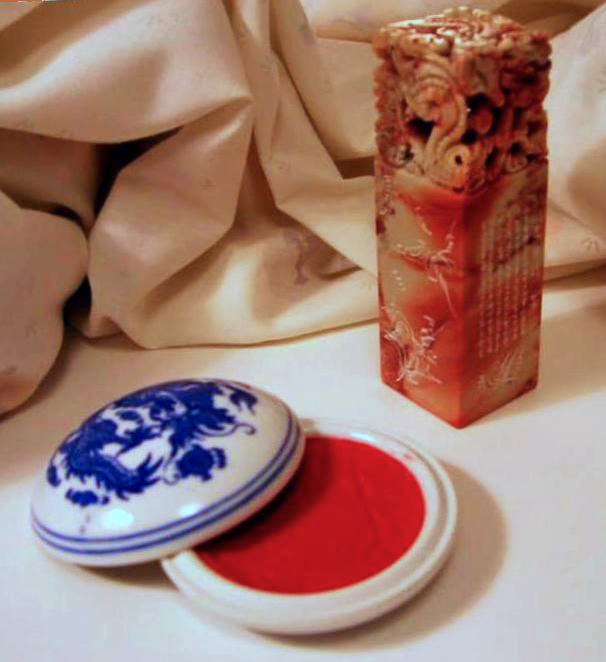
Sceau en jade et encreur chinois.

### Xylographie
La xylographie, xylogravure ou impression au bloc de bois, est le fait de créer un motif grâce à des blocs de bois gravé. La date de son invention est difficile à estimer, mais le bloc servant à imprimer des textiles, et prendrait place en Chine : pour l'impression sur papier, c'est dans cette région qu'on a retrouvé le Sūtra du Diamant datant de 868. Les plus anciens datent, actuellement, vers 650-670 au cours de la dynastie Tang, puis en Corée, vers 704-751, et au Japon vers 764-770.
Les xylographes gravent avec des outils divers une image désirée en plusieurs copies. De ce fait, lorsque l'encre est tamponnée sur le relief du bois, ils créent une image après application sur le papier.
On distingue deux types de gravures en xylographie, le « bois debout », où la gravure est faite sur une section de l'arbre, les fibres étant alors perpendiculaires au plan de gravure, et celle dite « bois au fil », où le bois est coupé en longueur, dans le sens de la fibre.

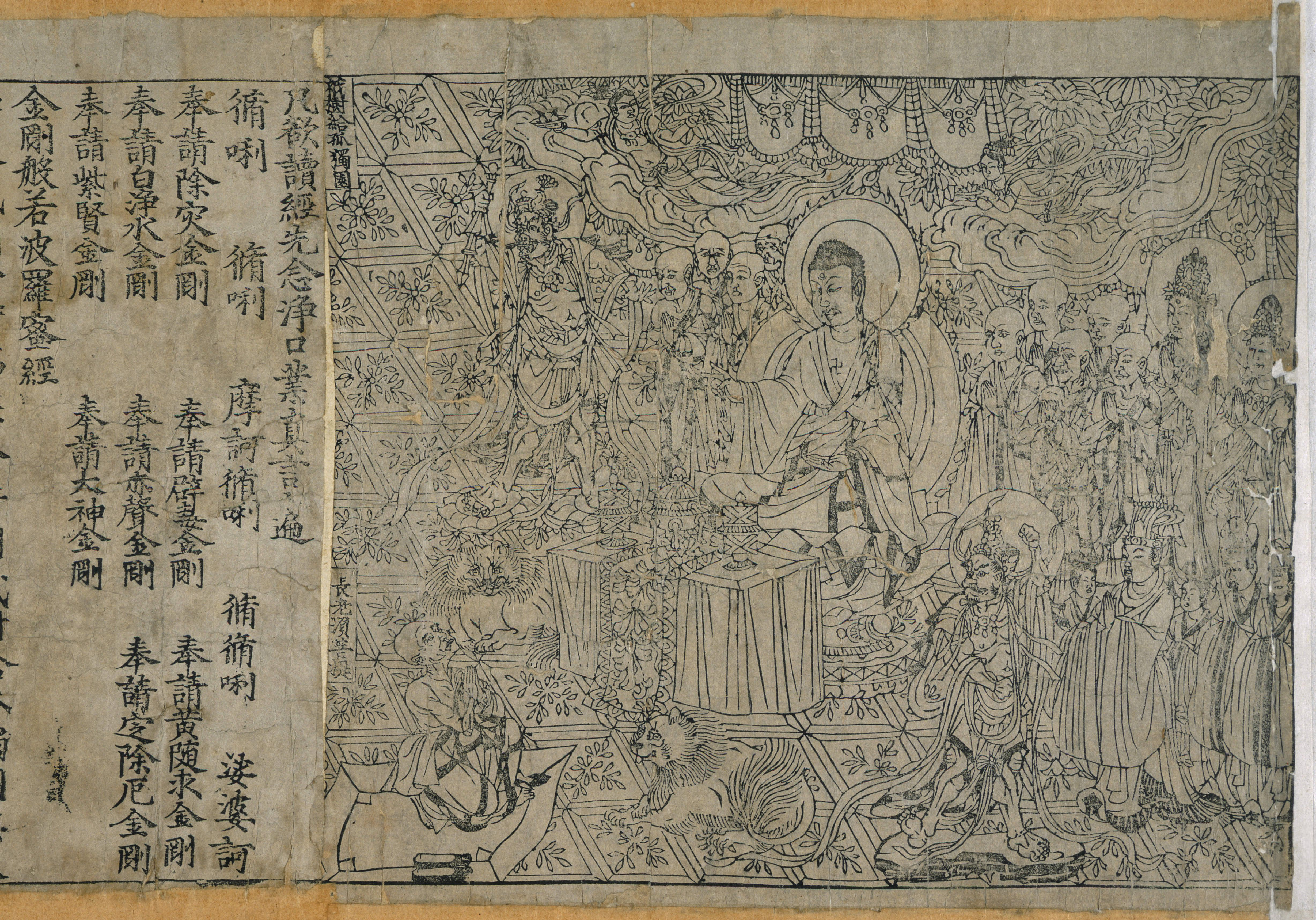
Sûtra du diamant, Dunhuang (Chine), 868.
Matrice en bois et impression sur papier de billet de banque, Dynastie Yuan, 1287.
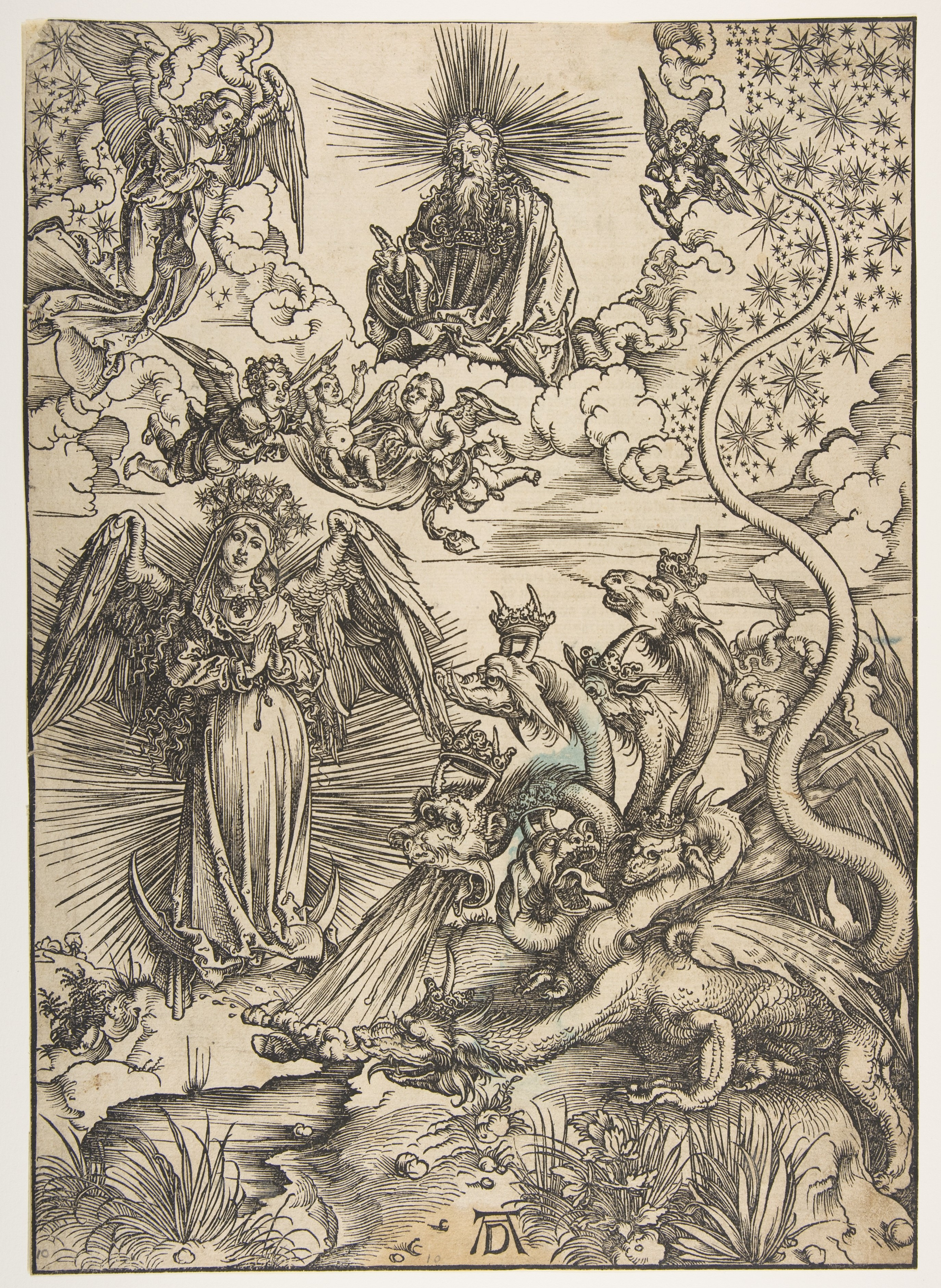
Albrecht Dürer, 1498. Planche de l'L'Apocalypse : Une femme revêtue du Soleil et le dragon à sept têtes. H. 40,5 cm.
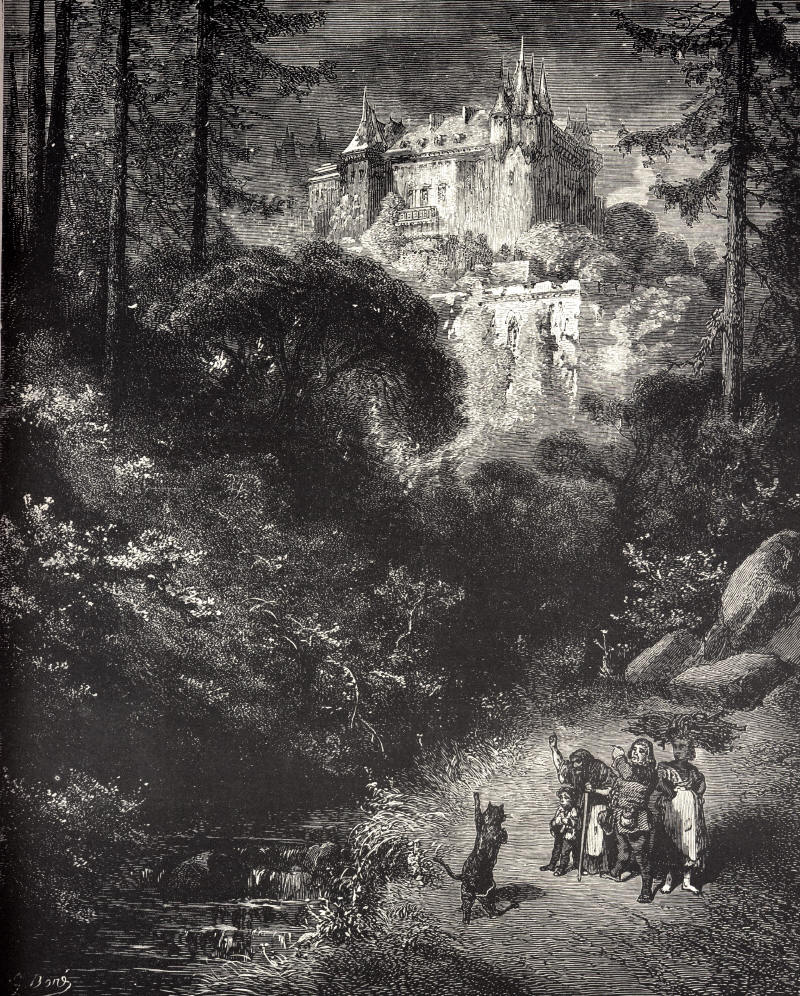
Le chat botté. Xylographie en bois debout. Illustration de Gustave Doré, 1867.

### Sérigraphie
La sérigraphie remonte à la Dynastie Song (960-1279). La technique consiste à faire pénétrer l'encre avec une racle sur le support en utilisant un intermédiaire formé d'un tissu plus ou moins poreux (pochoir) et, dans sa version moderne, un polymère aux endroits où l'encre ne doit pas pénétrer.

### Taille d'épargne
La taille d'épargne est une technique de gravure servant à l'impression, dans laquelle la forme à imprimer est en relief. Lors de l'impression seules les sections en relief sont encrées afin de marquer l'objet à imprimer.

### Typographie (~1040/~1450)
La typographie est une technique se basant à ses débuts sur la xylographie et consiste à composer un texte avec des caractères mobiles. Les inventeurs voulant diminuer les problèmes de l'impression, chaque lettre, ponctuation ou caractère spécial est séparé.
Les chinois ont également utilisé de l'argile et différents métaux dont du bronze pour faire des caractères mobiles.
Dans le cas de l'alphabet ouïghour ou les mots sont liés, les caractères mobiles en bois utilisés au XIIe et XIIIe siècles représentent un mot. 

#### Typographie chinoise
La première forme de typographie provient de la Chine en 1040, dont l'inventeur est Bi Sheng de la dynastie Song, il les produit en céramique. Le Coréen Choe Yun-ui (1102-1162) en fait en métal. les caractères mobiles en bois sont attribués à Wang Zen 1271—1333, car la plus ancienne trace est dans son ouvrage « livre de l'agriculture ».

#### Typographie coréenne
Au XVe siècle, influencé par l'Empire mongol de la dynastie Yuan, la Corée imprime en caractères mobiles en métal, et crée l'écriture hangeul, phonétique, probablement inspiré par l'écriture phagpa, qu'elle ajoute aux caractères chinois dans son écriture.
Ainsi, non seulement plusieurs copies d'un texte peuvent être produites grâce à la production d'une gamme de caractères mobiles, mais également plusieurs copies de plusieurs textes différents. 

#### Typographie de Gutenberg
La technique adoptée par les Chinois est ensuite améliorée, notamment par Johannes Gutenberg. 
Au milieu du XVe siècle, cet imprimeur de Mayence, ville du Saint-Empire romain germanique, améliore les caractères mobiles, désormais en plomb, puis met au point une encre plus épaisse qui adhère mieux aux caractères. 
Il invente également la presse typographique, tandis qu'en Orient, la feuille est frottée à la main. Cette dernière technique est plus rapide mais moins précise.[pas clair]
La technique de Gutenberg constitue une révolution, permettant une production relativement abondante des livres et une diffusion beaucoup plus large des textes, surtout lorsqu'au XVIe siècle, les imprimeurs abandonnent les normes utilisées par les copistes du XVe siècle, normes (écriture gothique, enluminures) qu'on retrouve dans les premiers ouvrages imprimés (les incunables).

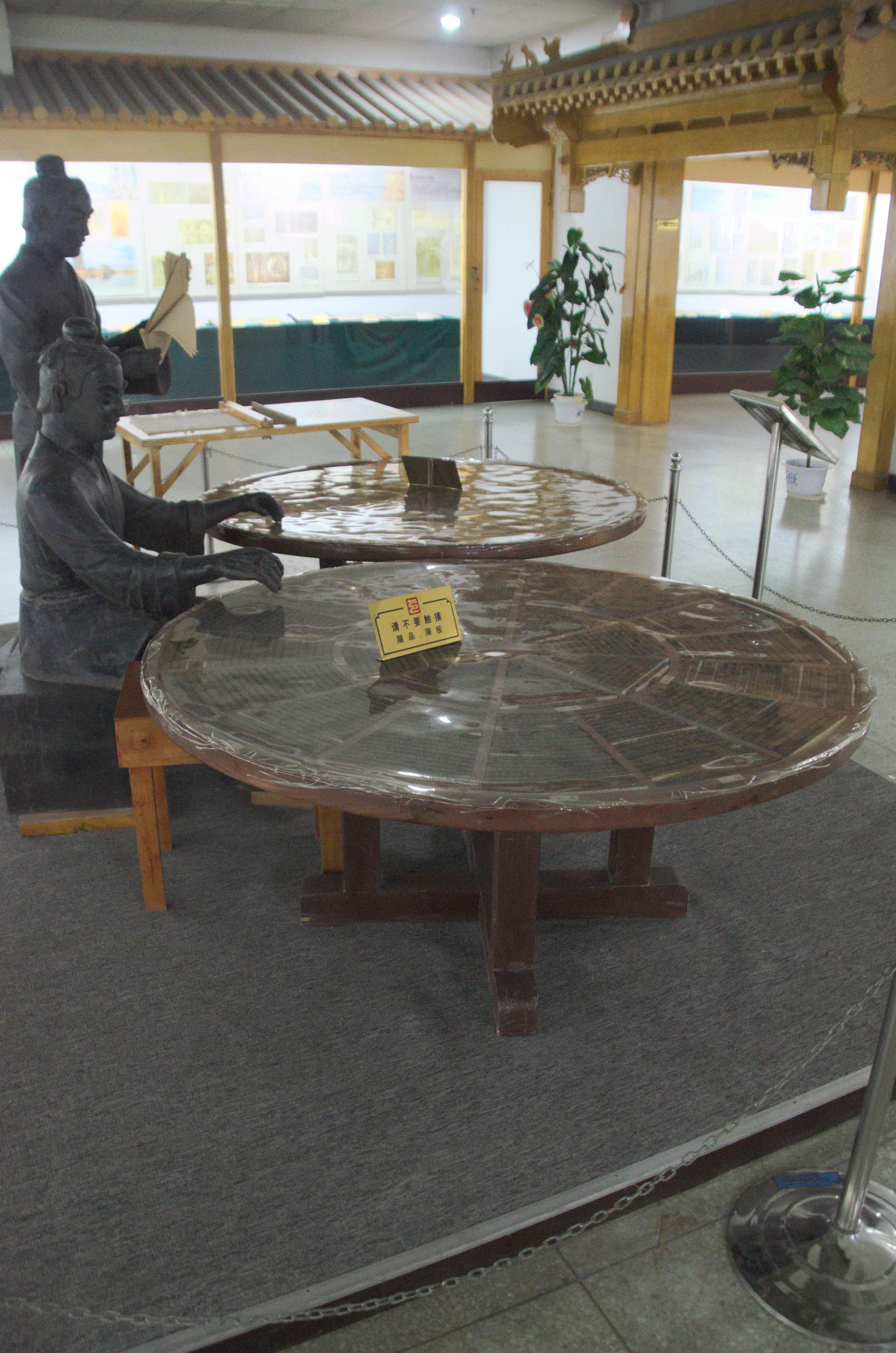
Casses utilisées par Bi Sheng, au Musée de l'imprimerie de Chine.
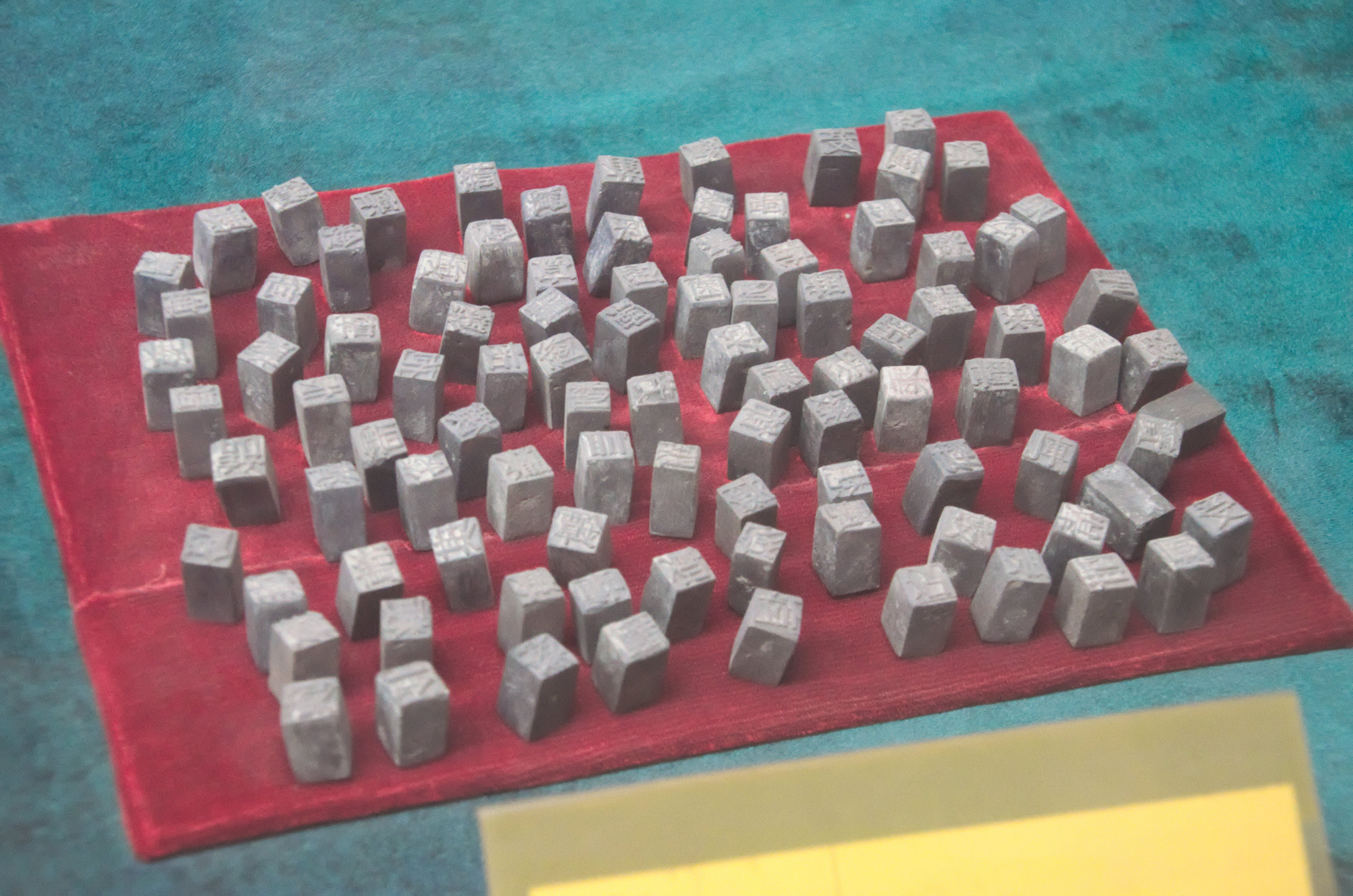
Caractères mobiles chinois en bronze, au musée de Chine de l'impression, à Pékin.
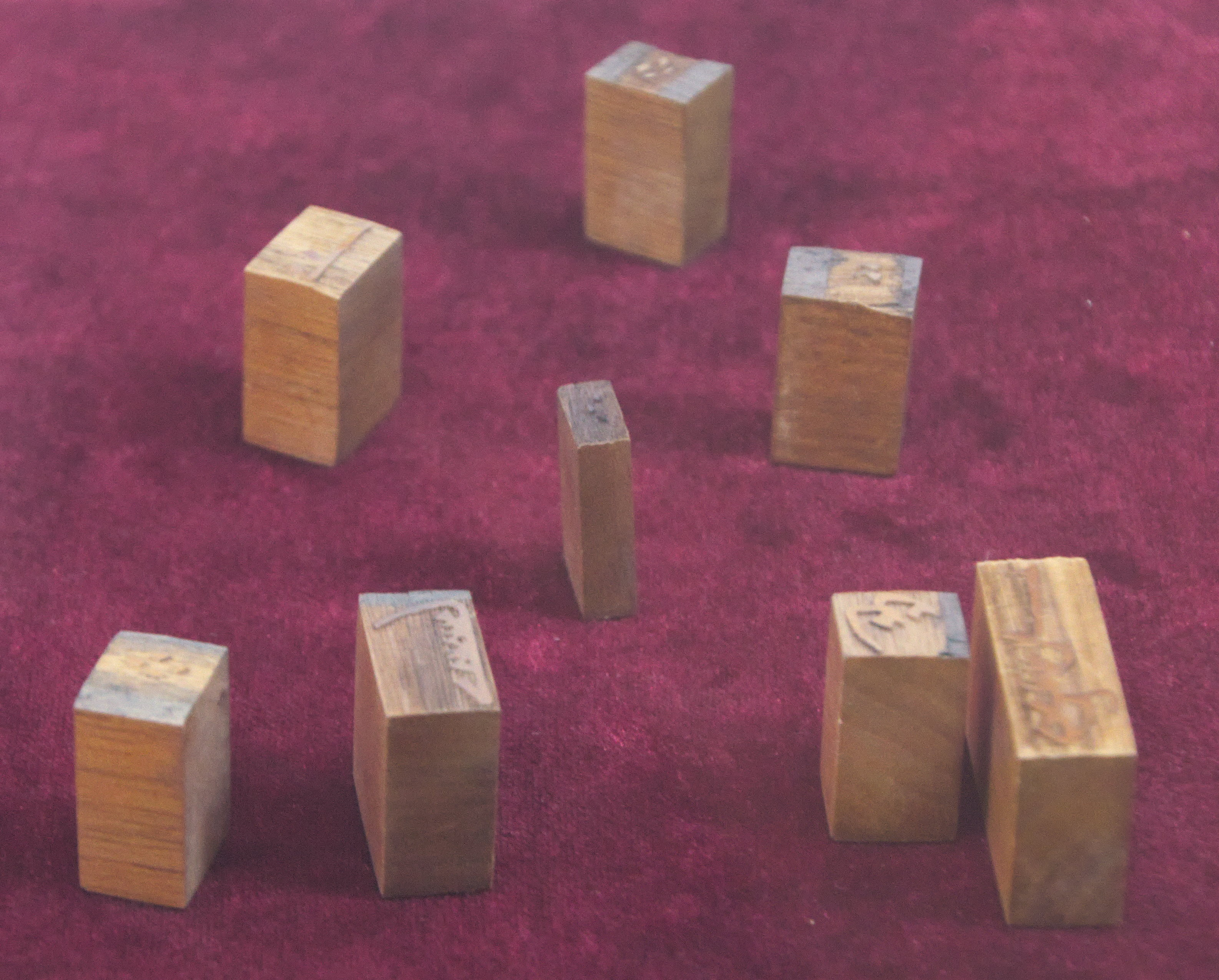
Caractères mobiles xylographie en alphabet ouïghour, environ XIIe~XIIIe, Musée de l'imprimerie de Chine.
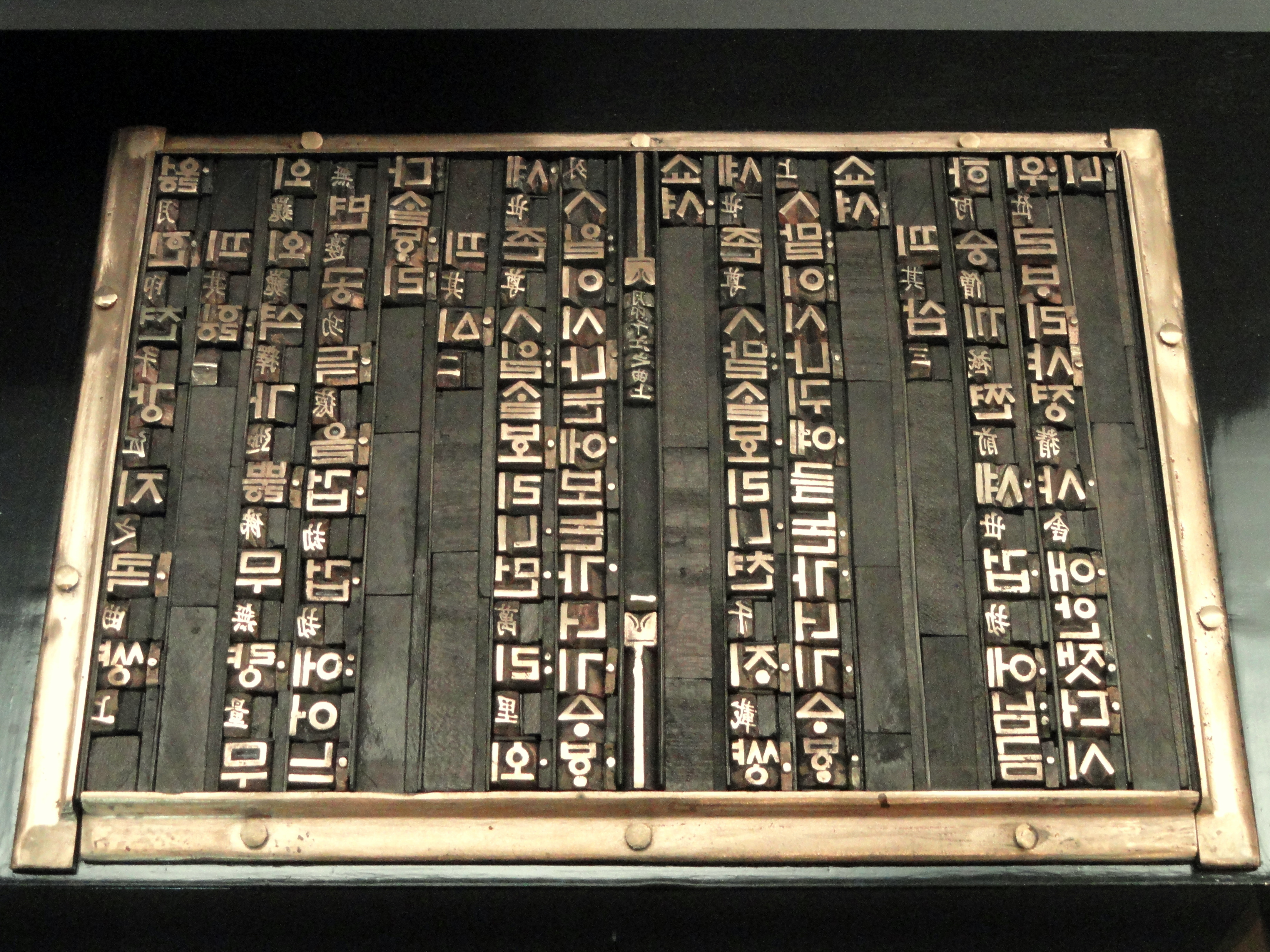
Planche de caractères mobiles en coréen prêts pour l'impression, vers 1447.
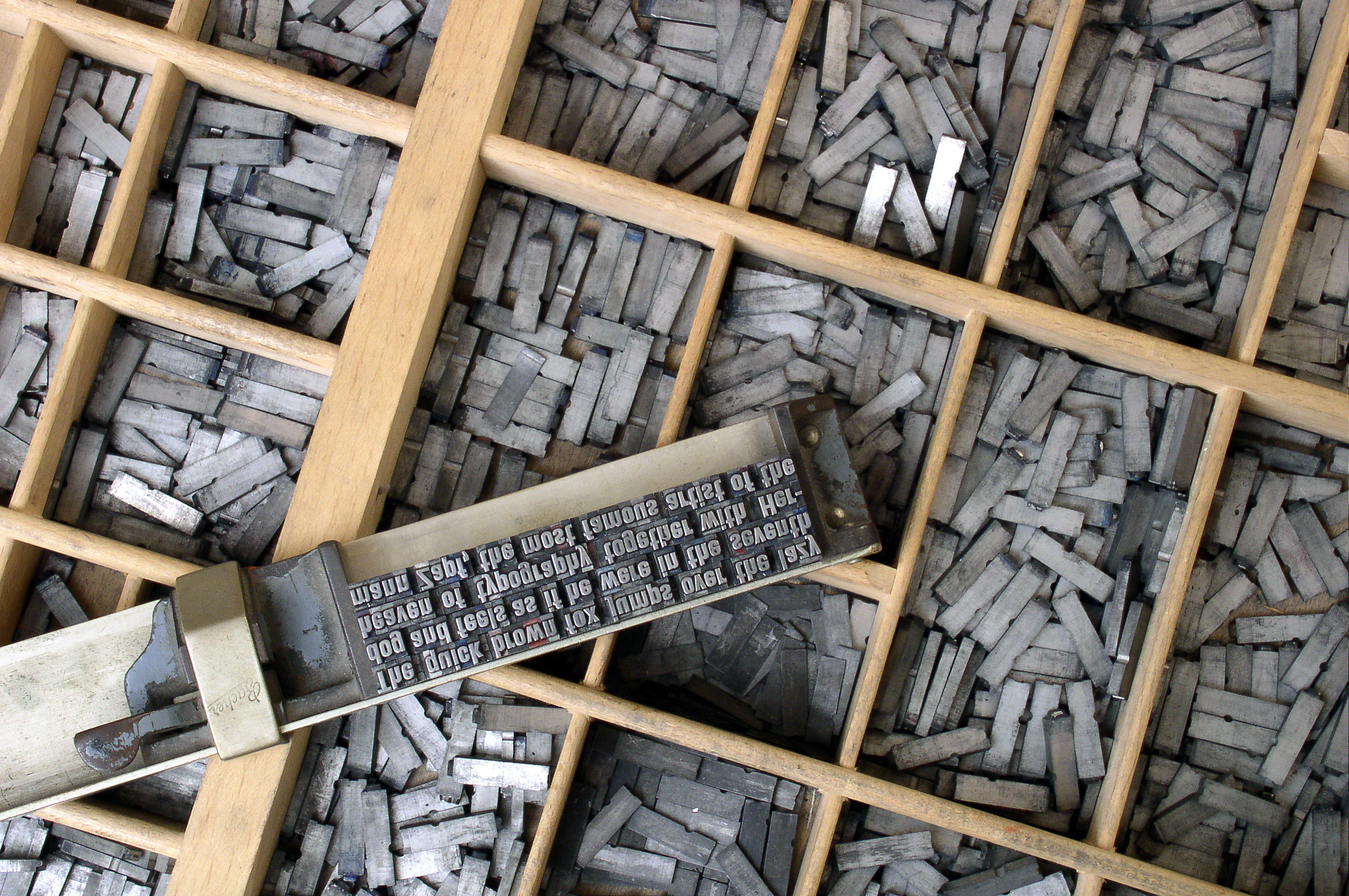
Caractères mobiles typographiques en plomb.
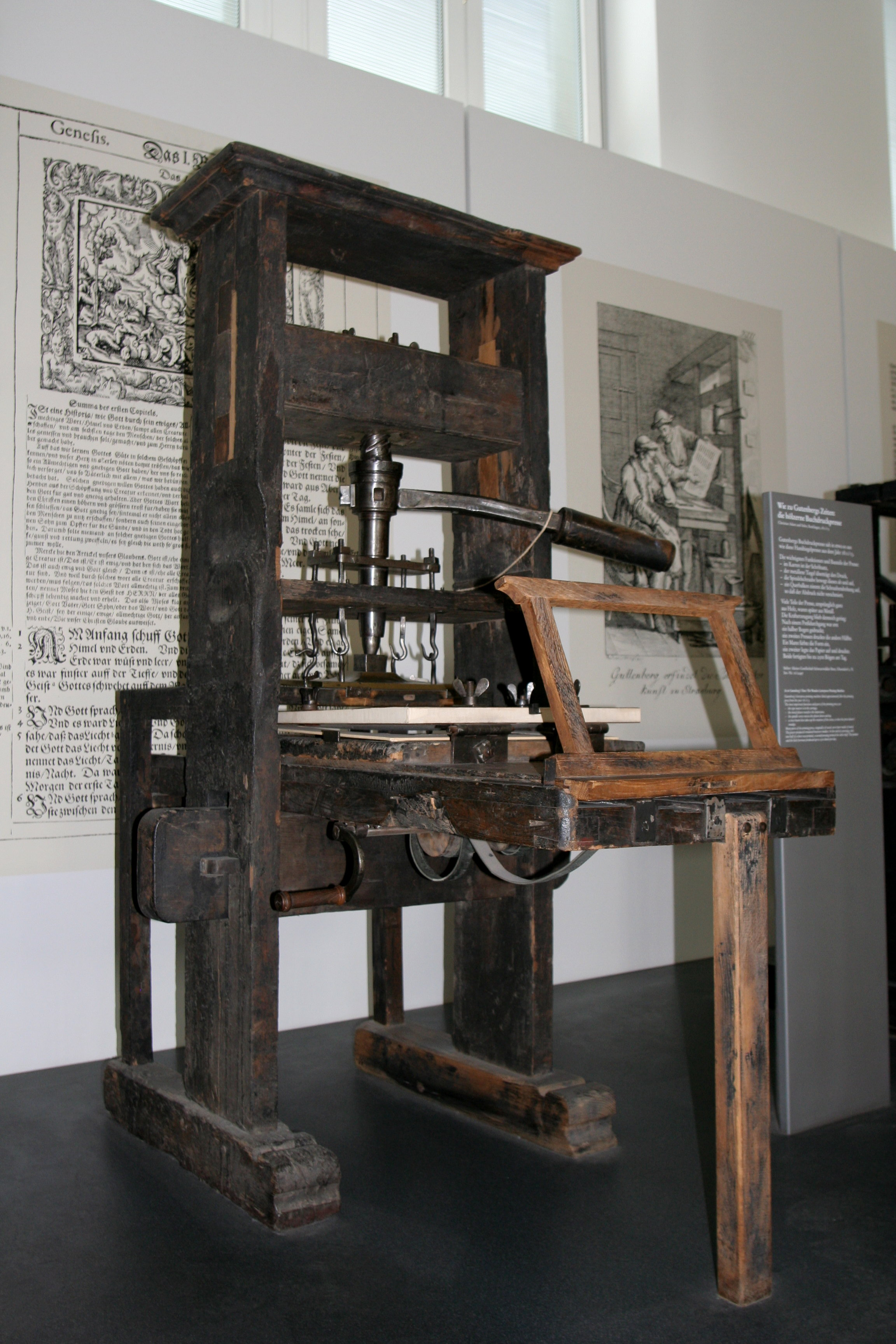
Presse typographique en bois.

### Taille-douce (années 1430)
La taille-douce est un ensemble de technique de gravure sur métaux (cuivre, zinc ou laiton) servant à l'impression. L'impression à partir d'une gravure en taille douce demande à placer l'encre dans les creux formés. L'impression à taille-douce est utilisée dans l'impression de billets de banque et de timbres postaux.

### Impression fantôme (XVesiècle)
L’impression fantôme désigne l’impression de caractères ou formes non encrés aux côtés de la composition typographique destinée à apparaître au tirage. On peut en déceler la présence grâce à l’empreinte laissée sur le papier. Cet usage se justifiait pour des raisons d’équilibrage des tensions présentes dans le châssis d’imprimerie, pour éviter que la feuille ne se plisse ou ne se déchire au moment de la presse.

### Lithographie (~1796)

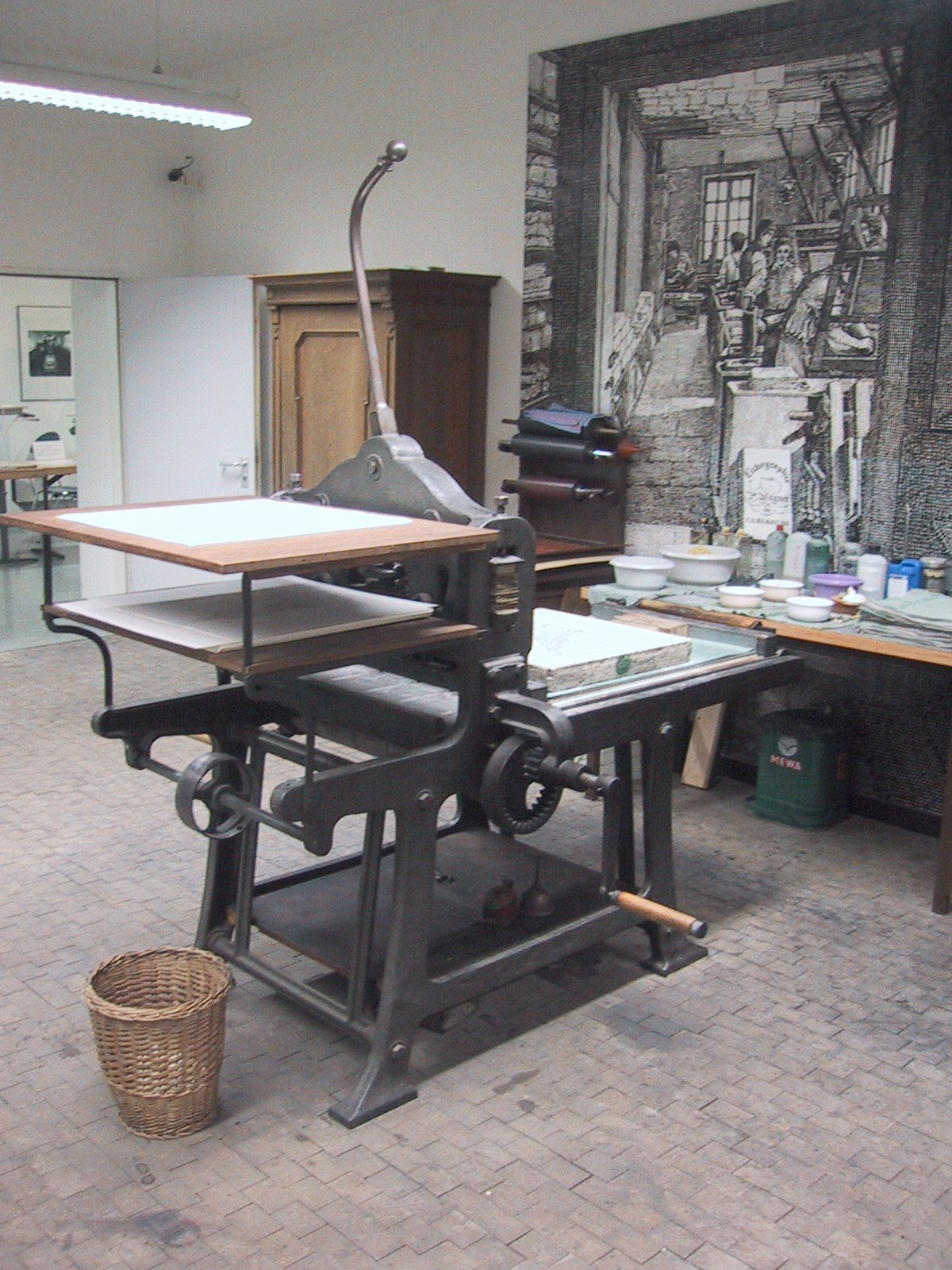
Presse lithographique.

La lithographie est un procédé chimique d'impression. Il se base sur la répulsion entre l'eau et les matières grasses. Le matériel premier est la pierre de calcaire. Les grains de la pierre doivent être homogènes pour obtenir un bon travail. Aussi, faut-il être bien attentif de ne pas appliquer de matière grasse sur la surface. La pierre est ensuite polie en y ajoutant de l'eau et du savon. L'artiste dessine alors directement à l'encre ou au crayon sur la pierre. L'étape suivante est celle où la pierre est recouverte d'un procédé chimique qui fixe le dessin plus gras dans la pierre et augmente la porosité des grains non encrés. Pour finir, la pierre va dans la presse lithographique. De l'eau est appliquée sur celle-ci. Les parties non exposées poreuses de la pierre acceptent l'eau ce qui fait que quand l'artiste applique l'encre sur la pierre, seulement les parties n'ayant pas accepté l'eau sont aptes à retenir l'encre et la reproduire sur la feuille. À noter que la pierre sera remplacée dû au coût et au poids par des plaques de zinc ou d'aluminium plus tard dans l'histoire.
Son inventeur est Aloïs Senefelder, un Allemand. Comme celui-ci ne trouvait pas d'éditeur pour ses œuvres, il utilisa la pierre pour s'éditer lui-même et découvrit une façon d'altérer la pierre à l'avantage de sa production d'œuvre. La date de l'invention est 1796. Sa technique a beaucoup été utilisée à son début pour les partitions de musique puisque la typographie était incapable de produire ces partitions. Cette technique est populaire puisque contrairement aux techniques incorporant la gravure, la lithographie est facile à produire. Le dessin se fait de la même manière que sur une feuille.

### Héliogravure (~1820)
L’héliogravure permet le transfert d'une image sur une plaque de cuivre grâce à une gélatine photosensible. C'est un procédé d'impression en creux, comme la gravure en taille-douce, et non en relief comme la gravure sur bois ou la typographie.

### Phototypie (1855)

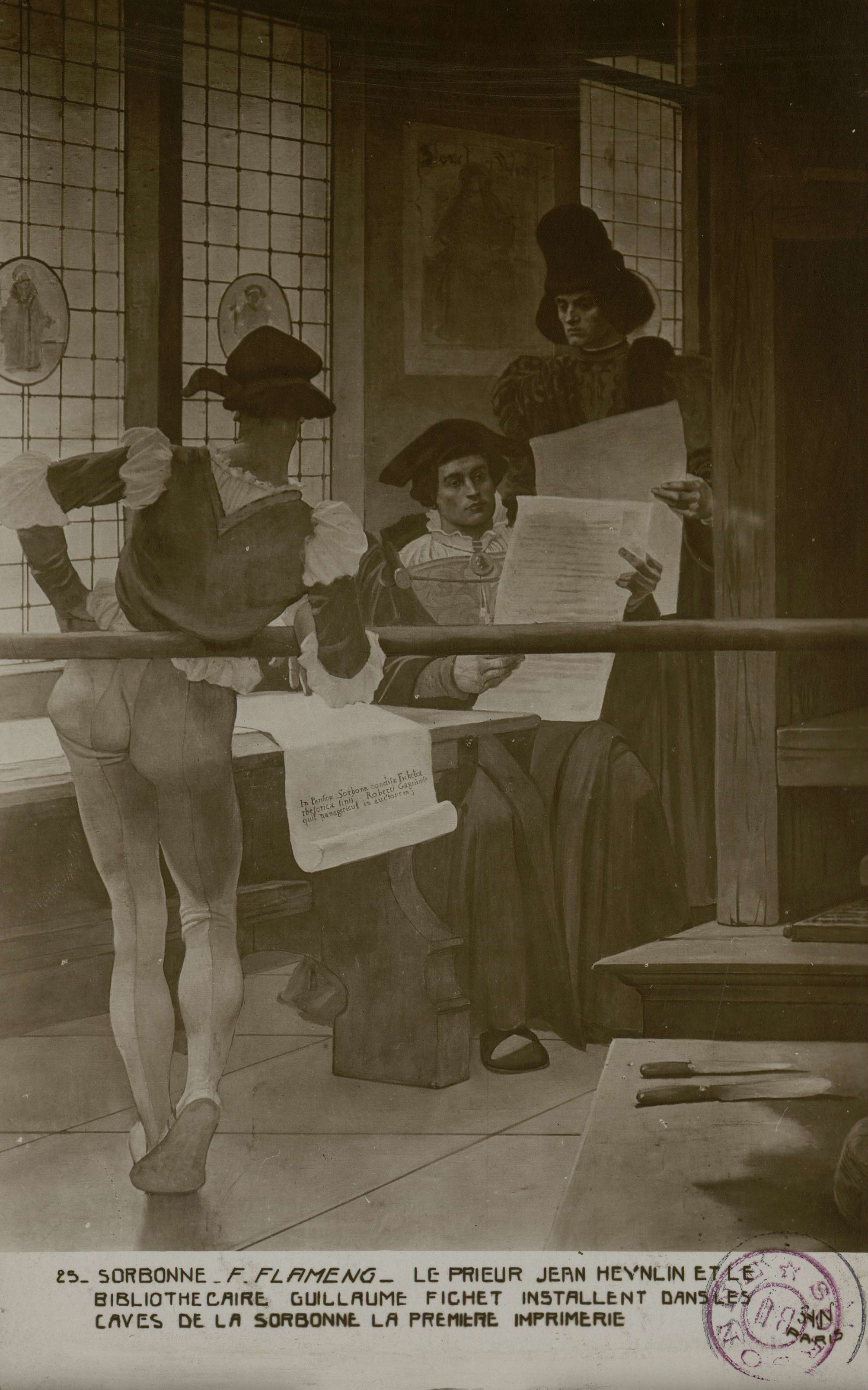
Carte postale de François Flameng, Le prieur Jean Heynlin et le bibliothécaire Guillaume Fichet installent dans les caves de la Sorbonne la première imprimerie (Bibliothèque interuniversitaire de la Sorbonne, NuBIS).

### Linogravure (1900)

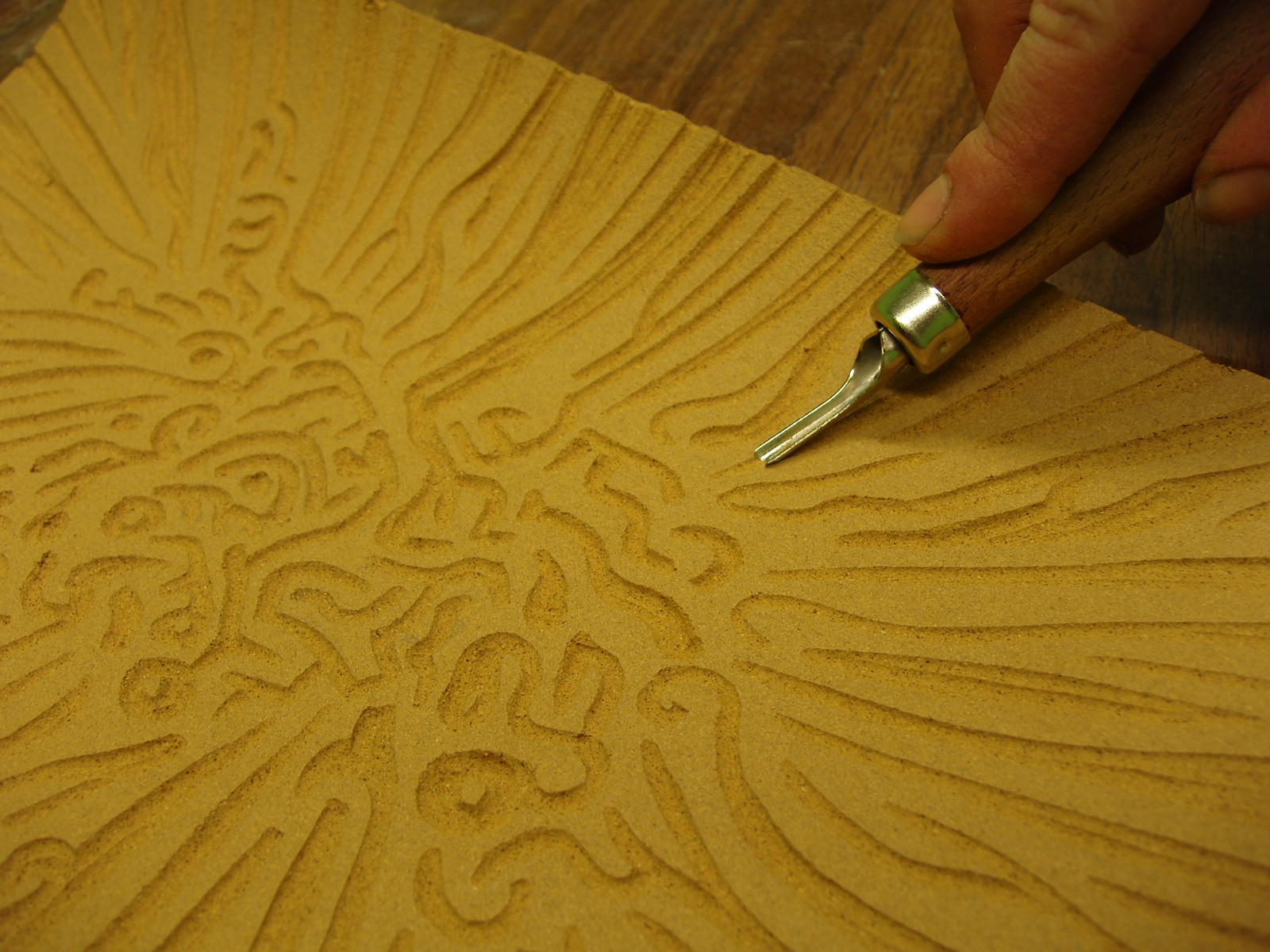
Gravure d'une matrice en linoleum.

La linogravure est un procédé utilisant des plaques de linoleum, un mélange de poudre de liège, d'huile de lin, de gomme et de résine, d'abord utilisé au XIXe pour les revêtements de sol, et à partir de 1900 pour la gravure. Elle s'apparente aux procédés de xylographie, mais sur une surface plus molle et facile à travailler, et ne comportant pas les contraintes des fibres du bois.

### L'offset (~1900)
Procédé d'imprimerie dérivé de la lithographie, l'offset est une impression faite sur des plaques métalliques. C'est une imprimerie rotative et un décalque en caoutchouc nommé blanchet est utilisé comme intermédiaire. C'est autour de l'année 1900 que le procédé est inventé par Ira Washington Rubel, un américain. Dans les années 1970, une autre type de technique offset est inventée et n'utilise pas d'eau. Elle est appelée l'"offset waterless". Le principe de la technique en général est d'utiliser une plaque d'aluminium sur laquelle un modèle est « imprimé » à l'aide d'un procédé photographique utilisant de la lumière UV. Ensuite, la plaque d'aluminium est recouverte par une substance chimique qui ne se lie qu'aux endroits qui n'ont pas été exposés à la lumière UV et qui attire l'encre mais pas l'eau. Le reste de la plaque attire l'eau mais pas l'encre. C'est ainsi que la plaque est ensuite posée sur un cylindre où elle est mouillée et encrée en permanence. L'encre est, de cette façon, transférée sur un blanchet qui est en quelque sorte l'image inversée. Ensuite, l'image est retranscrite pareille à ce qui se trouvait initialement sur la plaque d'aluminium.

#### Historique
La lithographie évolua vers la métallographie et Aloys Senefelder lui-même utilisa le zinc et le cuivre jaune, puis l'étain, sans grand succès. Il mit sur pied une machine dotée d'un cylindre gravé à l'eau-forte ; la principale difficulté à l'époque était la préparation de la surface imprimante.
En 1879, un brevet est déposé par Trottier et Missier donnant naissance à la calcographie : l'utilisation d'un habillage de caoutchouc permettant le report de l'image. Henri Voirin s'appliqua à donner une impulsion vigoureuse à ce procédé. Cette machine permet d'imprimer sur des surfaces flexibles, étoffes, cuirs, peaux… mais il se heurte, en France, à une résistance tenace auprès des patrons et ouvriers lithographes de l'époque. Auguste Marinoni et Jules Michaud firent breveter, en Angleterre, le 4 septembre 1884, sous le matricule 12010, une machine perfectionnée imprimant une ou plusieurs couleurs sur métal, bois, papiers et autres ; il est question d'une presse rotative indirecte. Une machine, baptisée Diligente, fut présentée par la maison Marinoni, à l'exposition universelle de Paris de 1889. Jules Voirin, fils de l'inventeur, reprit l'étude de ce système et présenta en 1910, à l'exposition des Arts Graphiques, une nouvelle roto-calco Voirin.
Les Anglo-Saxons ont coutume d'attribuer à l'imprimeur américain, Ira Washington Rubel, le mérite d'avoir inventé en 1903, le procédé offset pour l'impression sur papier.

### Flexographie (~1975)
Technique d'impression en relief utilisant comme forme imprimante le cliché. Cette technique est apparue en France dans les années 1975.

### L'impression moderne (XXeetXXIesiècles)
Les principales techniques développées au cours du dernier siècle sont, notamment, l'impression numérique, l'impression à jet d'encre, l'impression laser et l'impression 3D.
- L'impression à jet d'encre est la technique qui consiste à pulvériser de micro gouttes d'encre sur le papier via une tête d'impression. Elle est inventée dans les années 1950 par des informaticiens[9].
- L'impression laser voit le jour au cours des années 1970. Elle comprend six étapes de fonctionnement, à savoir : la charge, l'exposition, le développement, le transfert, la fixation et l'effacement. La charge consiste à exposer le tambour d'aluminium recouvert d'une couche photosensible à une charge uniforme. L'exposition est un faisceau laser qui traite la surface avec l'image à recréer pendant que le tambour tourne. Le développement est l'étape où une poudre est saupoudrée sur la surface du tambour et réagit avec le traitement laser. Lorsqu'elle se retrouve par la suite sur le papier, c'est l'étape du transfert. Quand la poudre est chauffée, elle réagit avec le papier pour créer l'image : il s'agit de l'étape de la fixation. Pour finir l'impression, l'effacement est nécessaire. Il s'agit de décharger le tambour et récupérer la poudre non utilisée[10].
- L'imprimante laser voit le jour en 1971. Elle est inventée dans le laboratoire de Xerox. Parfois de nos jours l'étape de l'exposition est réalisée avec une lampe à Diode électroluminescente, il ne s'agit donc plus vraiment d'impression laser bien qu'elle garde cette appellation[11],[12].
- Enfin, l'impression 3D consiste en une impression normale, mais qui se déroule en trois dimensions. Aux deux dimensions classiques est ajoutée la hauteur. Cette dimension est créée par superposition de matériel. Le plus souvent, le matériel est constitué de fils de fer ou de plastique. Les objets à imprimer sont soit créés à l'aide d'un logiciel 3D soit obtenus grâce à un scanner 3D. Cette technique devient de plus en plus populaire puisque les limites des impressions n'existent pas. Cette technique est inventée entre 1983 et 1986 et son inventeur est Charles Hull. À noter que l'impression 3D a déjà été utilisée pour des avancées en médecine et que d'autres sont à prévoir, en lien avec cette technologie (prothèse, os, etc.)[13],[14].